# Velykyj Žytyn
Velykyj Žytyn (in ucraino Великий Житин?; Żytyń Wielki in polacco) è un villaggio dell'oblast' di Rivne, nell'Ucraina occidentale.

## Geografia
Velykyj Žytyn è situata nella regione della Volinia, a 9,5 km a nord-est della città di Rivne.

## Storia
Il paese fu menzionato nel 1518 in un atto del re di Polonia Sigismondo I il Vecchio. In questo atto, ha confermato i suoi diritti sulle proprietà del principe Konstanty Iwanowicz Ostrogski, ereditate dalla nonna di sua moglie, Maria Rivne-Nesvitskaya, e da suo marito, il principe Semyon Nesvitsky.